# Roches-Bettaincourt
Roches-Bettaincourt és un municipi francès situat al departament de l'Alt Marne i a la regió del Gran Est. L'any 2007 tenia 622 habitants.

## Demografia

### Població
El 2007 la població de fet de Roches-Bettaincourt era de 622 persones. Hi havia 251 famílies de les quals 62 eren unipersonals (25 homes vivint sols i 37 dones vivint soles), 74 parelles sense fills, 90 parelles amb fills i 25 famílies monoparentals amb fills.
La població ha evolucionat segons el següent gràfic:
Habitants censats

### Habitatges
El 2007 hi havia 339 habitatges, 248 eren l'habitatge principal de la família, 57 eren segones residències i 34 estaven desocupats. 325 eren cases i 13 eren apartaments. Dels 248 habitatges principals, 212 estaven ocupats pels seus propietaris, 25 estaven llogats i ocupats pels llogaters i 11 estaven cedits a títol gratuït; 1 tenia una cambra, 7 en tenien dues, 28 en tenien tres, 62 en tenien quatre i 151 en tenien cinc o més. 174 habitatges disposaven pel capbaix d'una plaça de pàrquing. A 105 habitatges hi havia un automòbil i a 108 n'hi havia dos o més.

### Piràmide de població
La piràmide de població per edats i sexe el 2009 era:
| Homes | Edats   | Dones |
| ----- | ------- | ----- |
| 0     | 95 o +  | 0     |
| 4     | 90 a 94 | 4     |
| 4     | 85 a 89 | 8     |
| 4     | 80 a 84 | 8     |
| 12    | 75 a 79 | 24    |
| 12    | 70 a 74 | 4     |
| 16    | 65 a 69 | 32    |
| 8     | 60 a 64 | 16    |
| 16    | 55 a 59 | 20    |
| 36    | 50 a 54 | 16    |
| 16    | 45 a 49 | 36    |
| 44    | 40 a 44 | 20    |
| 16    | 35 a 39 | 20    |
| 24    | 30 a 34 | 8     |
| 8     | 25 a 29 | 20    |
| 0     | 20 a 24 | 16    |
| 16    | 15 a 19 | 36    |
| 16    | 10 a 14 | 16    |
| 16    | 5 a 9   | 12    |
| 20    | 0 a 4   | 12    |

## Economia
El 2007 la població en edat de treballar era de 386 persones, 272 eren actives i 114 eren inactives. De les 272 persones actives 245 estaven ocupades (148 homes i 97 dones) i 26 estaven aturades (12 homes i 14 dones). De les 114 persones inactives 39 estaven jubilades, 22 estaven estudiant i 53 estaven classificades com a «altres inactius».

### Ingressos
El 2009 a Roches-Bettaincourt hi havia 239 unitats fiscals que integraven 611 persones, la mediana anual d'ingressos fiscals per persona era de 16.877 €.

### Activitats econòmiques
Dels 16 establiments que hi havia el 2007, 1 era d'una empresa extractiva, 1 d'una empresa de fabricació de material elèctric, 1 d'una empresa de fabricació d'altres productes industrials, 4 d'empreses de construcció, 3 d'empreses de comerç i reparació d'automòbils, 1 d'una empresa de transport, 1 d'una empresa d'hostatgeria i restauració, 1 d'una empresa financera, 1 d'una empresa de serveis, 1 d'una entitat de l'administració pública i 1 d'una empresa classificada com a «altres activitats de serveis».
Dels 6 establiments de servei als particulars que hi havia el 2009, 1 era un taller de reparació d'automòbils i de material agrícola, 1 guixaire pintor, 2 lampisteries, 1 electricista i 1 restaurant.
L'únic establiment comercial que hi havia el 2009 era una carnisseria.
L'any 2000 a Roches-Bettaincourt hi havia 10 explotacions agrícoles.

## Equipaments sanitaris i escolars
El 2009 hi havia una escola elemental integrada dins d'un grup escolar amb les comunes properes formant una escola dispersa.

## Poblacions més properes
El següent diagrama mostra les poblacions més properes.